# Rue de l'Assomption
La rue de l'Assomption est une voie publique du 16e arrondissement de Paris, en France.

## Situation et accès
Cette rue, large de 10, 14 et 15 mètres, longue de 862 mètres, donne sur quinze autres voies :
- la rue Jean-de-La-Fontaine (au no 2) et la rue de Boulainvilliers (au no 17) à son début ;
- un passage sans nom ;
- l'avenue Anne-Eugénie-Milleret-de-Brou au no 24 ;
- l'avenue du Général-Dubail au no 23 bis ;
- l'avenue Théodore-Rousseau au no 29 ;
- le square Jean-Paul-Laurens au no 31 ;
- la rue Davioud au no 48 ;
- l'avenue Mozart ;
- l'avenue des Chalets au no 64 (voie privée) ;
- le passage AF/16 au no 71 ;
- la rue du Docteur-Blanche au no 83 ;
- la place de l'Église-de-l'Assomption au no 90 ;
- le boulevard de Beauséjour (au no 73) et le boulevard de Montmorency (au no 1).

Elle est en sens unique en partant de sa fin jusqu'à son début.
La rue est desservie par la gare de l'avenue du Président Kennedy de la ligne C du RER et la station de métro Ranelagh de la ligne 9.

## Origine du nom
Son nom vient d'un couvent des Dames de l'Assomption, qui était situé dans la rue.

## Historique
Appelée en 1490 « chemin des Tombereaux », car elle servait de voie pour l'évacuation des déchets et produits de la tuilerie d'Auteuil, elle marque à partir de 1672 la limite entre les paroisses d'Auteuil et Passy.
Cette voie est ensuite indiquée, toujours à l'état de chemin, sur le plan de Roussel en 1730, avant de devenir la « rue des Tombereaux » et de prendre sa dénomination actuelle en 1855, à la suite de l'acquisition du domaine du château de la Tuilerie par les religieuses de l'Assomption.
Elle était bordée jusqu'au cours du XIXe siècle, au sud par le parc du château de la Tuilerie, au nord par celui du château de Passy. Ces domaines ont été par la suite lotis pour aménager des quartiers résidentiels.
Rattachée à la voirie de Paris par décret du 23 mai 1863, elle marque depuis la limite entre les quartiers d'Auteuil et de la Muette.

Rue des tombereaux sur cartes anciennes
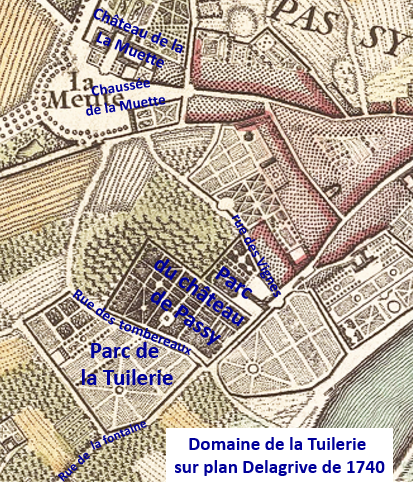
Château de la Tuilerie en 1740.
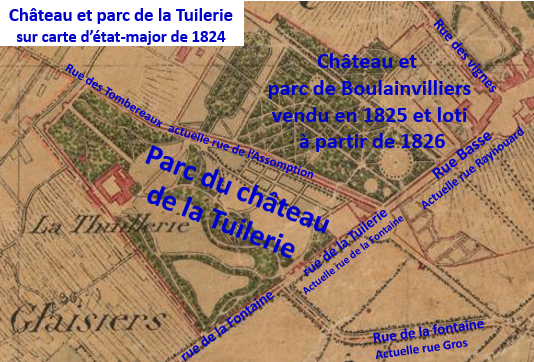
Château et parc de la tuilerie sur carte de 1818-1824.

## Bâtiments remarquables et lieux de mémoire
- No 10 : immeuble de 1903 (architecte Gustave Poirier)[3].
- No 12 : immeuble de 1905 (architectes Louis Merlaud et Gustave Poirier)[4].
- No 17 : maison-mère de la chapelle des religieuses de l'Assomption. Sépulture de Marie-Eugénie de Jésus.
- No 18 : Georges Perec y vécut quelques années après la guerre et écrivit Allées et venues rue de l'Assomption, dans le cadre de son projet Tentative de description de quelques lieux parisiens. Il confronte ses souvenirs à une déambulation régulière dans la rue, consignant tout ce qu'il y voit dans un bicarré latin [5].
- No 24 : résidence du consul général de l'Angola à Paris.
- No 30 : ambassade du Rwanda en France.
- No 34 : la résistante et écrivain Marietta Martin y vécut et y fut arrêtée par la Gestapo dans la nuit du 7 au 8 février 1942.
- No 38 : entrée secondaire du lycée Molière.
- No 67 : de 1946 à 1960, la galerie d'art Colette Allendy y expose peintres avant-gardistes et cubistes.
- No 69 : aumônerie catholique du lycée Molière et des jeunes de l'Assomption.
- No 70 : cinéma La Caméra (Club-70), ouvert en 1932 et fermé en 1967[6].
- No 88-90 : église Notre-Dame-de-l'Assomption de Passy.
- La clinique Mozart se trouve à l'angle de la rue du Docteur-Blanche.
- Le dialoguiste Michel Audiard a vécu dans un duplex de cette rue[7].

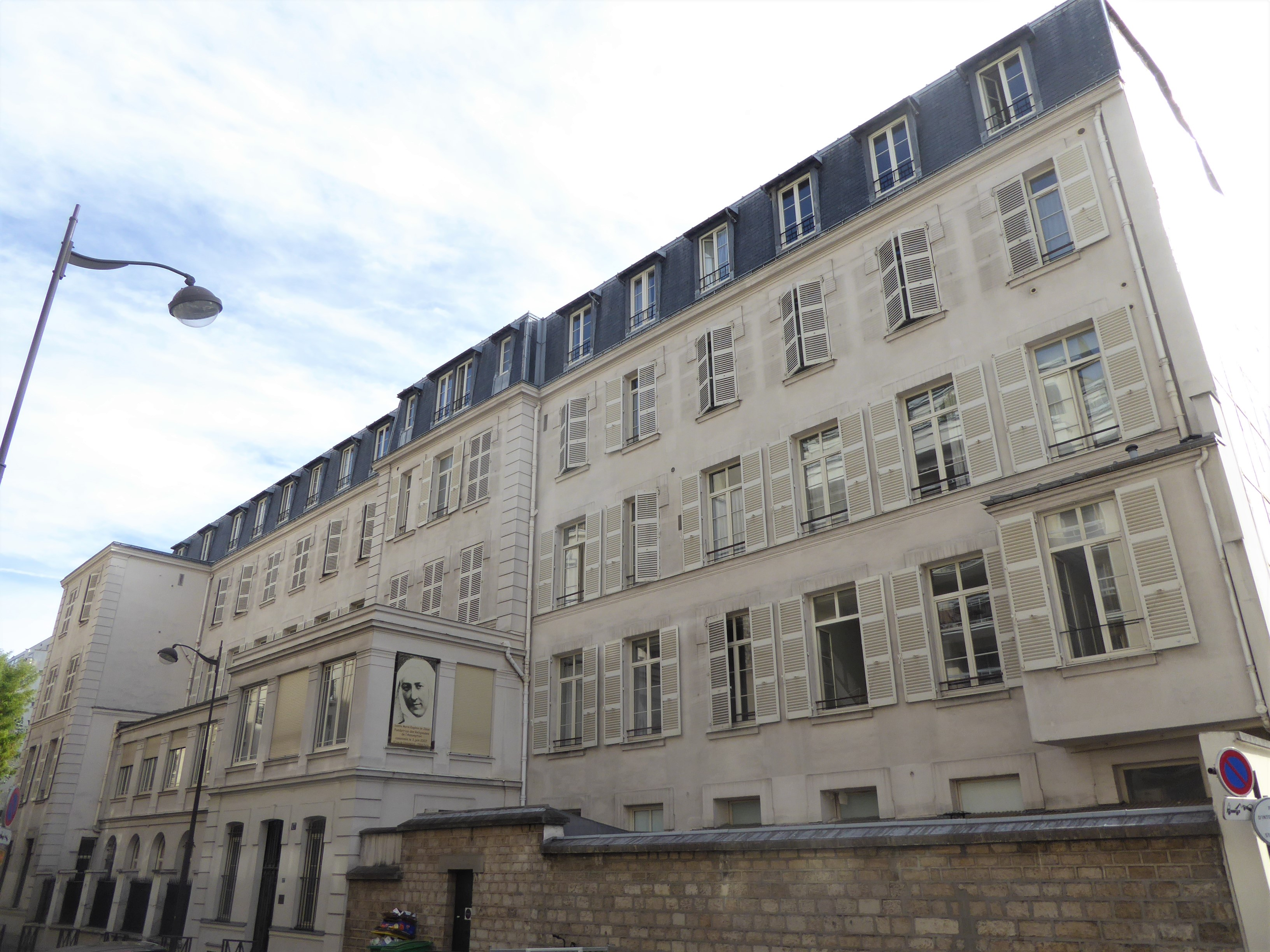
Maison mère des religieuses de l'Assomption
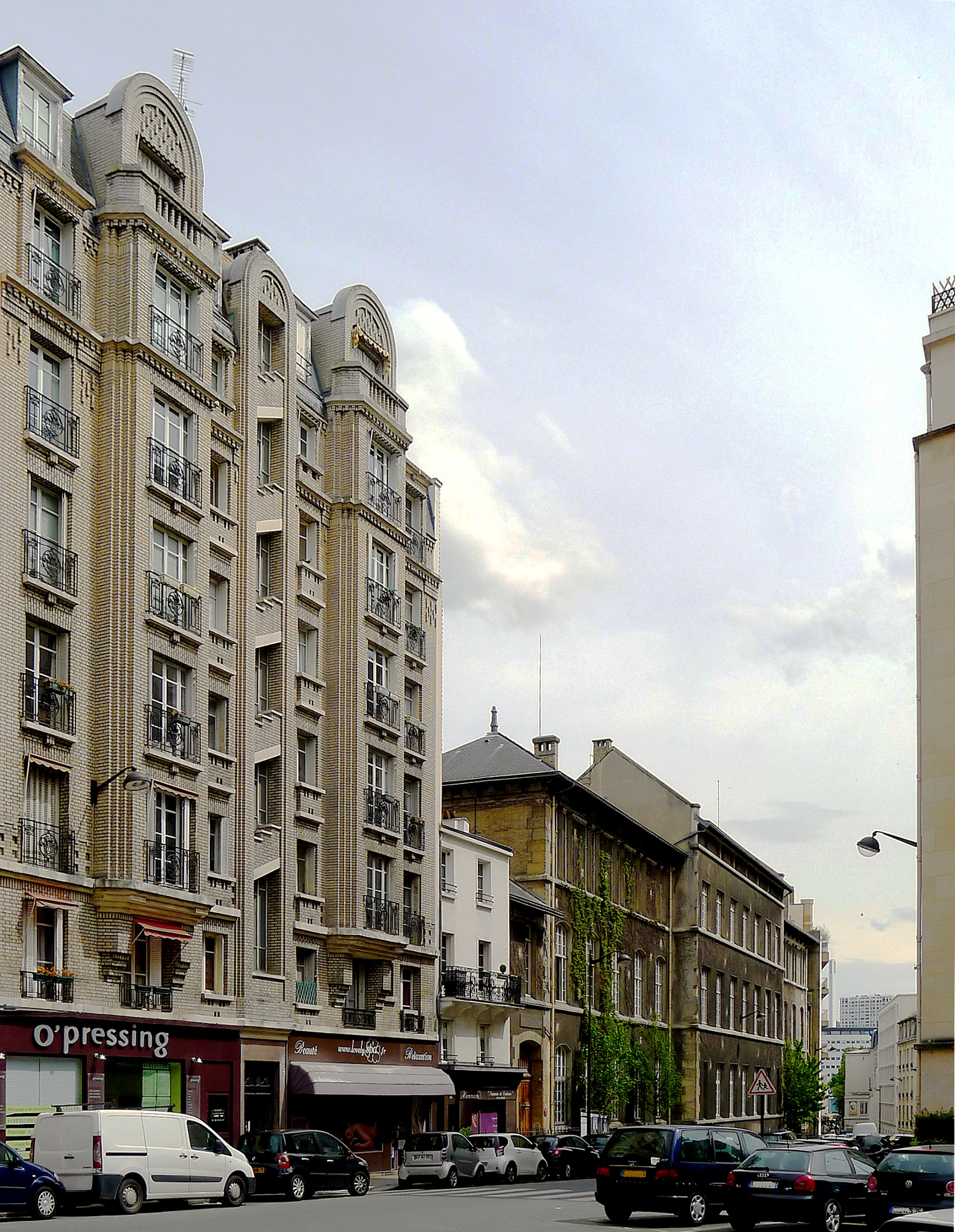
Au niveau du lycée Molière.
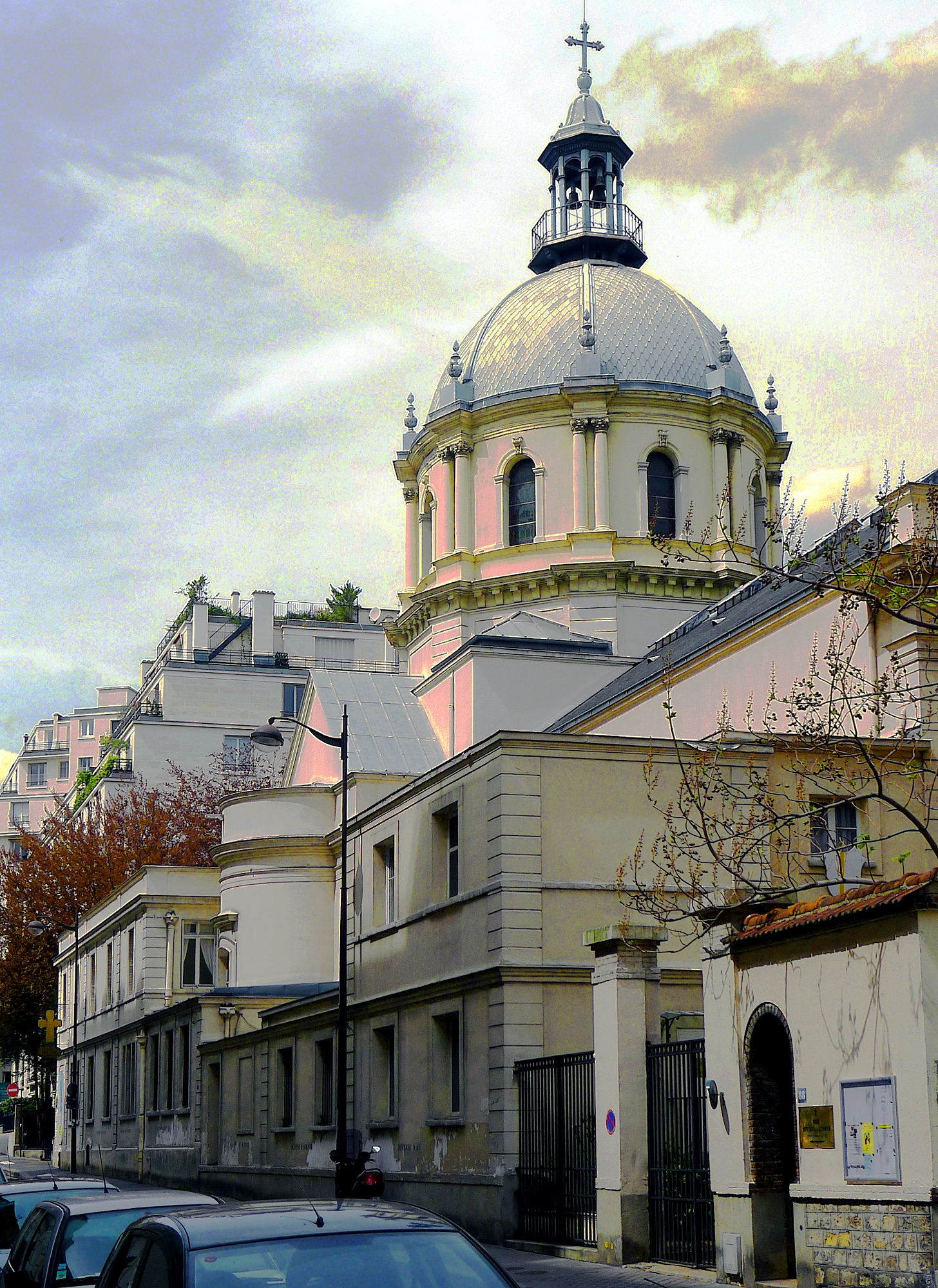
Vue de côté de l'église.
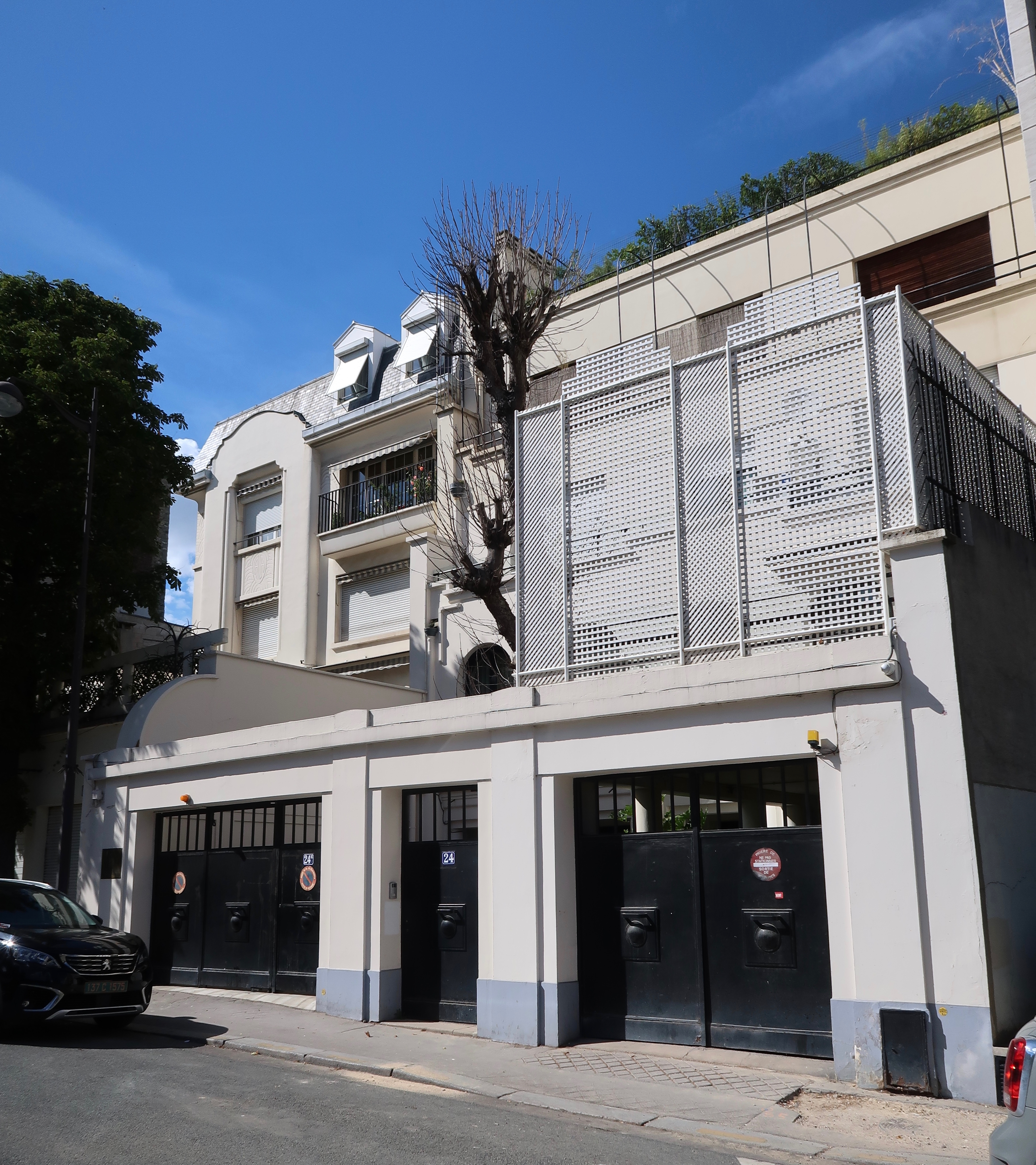
No 24.
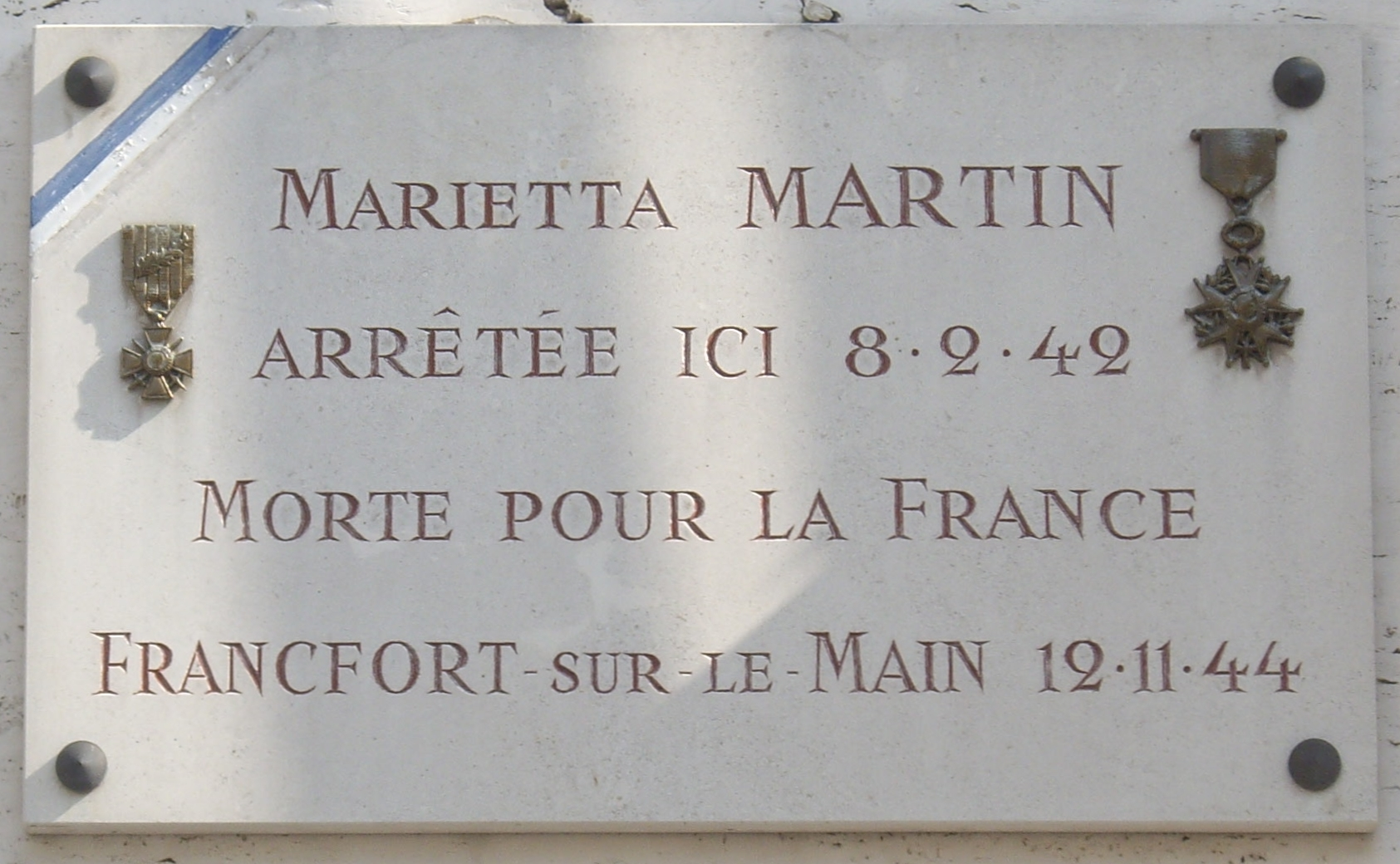
Plaque au no 34.